# The Zimmers
The Zimmers et et engelsk band, der blev dannet i 2007, og den har antageligvis de ældste bandmedlemmer i hele verden. Det ældste medlem, Buster Martin, hævdede at være født i 1906, selvom nogle kilder indikerer at han først blev født i 1913. Martin døde i 2011. Den tidligere forsanger Alf Carretta døde den 29. juni 2010 i en alder af 93. Gruppen har taget sit navn fra et gangstativ kaldet en Zimmer frame der er et britisk udtryk for gangstativ.
Bandet blev skabt til at deltage i en BBC-dokumentar, som blev sendt den 28. maj 2007. Den omhandler dannelsen af bandet og deres indspilning af en single, der skulle udbrede viden om følelsen af isolation og fængsling som mange ældre har. The Zimmers logo er en parodi på The Beatles' logo og The Beatles der går over gaden Abbey Road, der er afbildet på coveret af albummet af samme navn.
Den 7. april 2012 optrådte bandet med Beastie Boys' "(You Gotta) Fight for Your Right (To Party!)" i den sjette sæson af Britain's Got Talent. Bandet turnerede i 2013 og optrådte i Warrington den 25. maj dette år.

## Medlemmer
| - Frank Armstrong - Sylvia Beaton - Jack Beers (døde i en alder af 98, den 14. juli 2009) - Joan Bennett - Peggy Bohan - Joan Bonham (døde i en alder af 81, den 10. februar 2011, mor til John Bonham) - Evelyn Brierley - Raffaele "Alf" Carretta (døde i en alder af 93, den 29. juni 2010) - Peter Comerford (afdød) - Grace Cook, grandmother of Dexter Fletcher - Charlotte Cox - Peggy Crowley - Deddie Davies (døde i en alder af 78, den 21. december 2016) - Adrian Derrick - Rose Dickens - Tim Donovan | - Marie Duckett - Annetta Falco - Patsey Feeley - Kathleen Fowler - Rob Fulford - Mollie P Hardie - Maura Haughey - Joanna Judge - John Langridge - John Leonard - Dolceta Llewellyn-Bowden - Avis Lewinson - Ivy Lock - Buster Martin (afdød i 2011) - Anne Morrissey - Delores Murray - Frank Morrissey (afdød) | - Peter Oakley (døde i en alder af 86, den 23. marts 2014) - Tim O'Donovan - Sally Page - Nadine Richardson - Rita Roberts - Bill Russell - Irene Samain - Gwen Sewell - Anne Sherwin - Dennis Skillicorn - Jessie Thomason - Dorothy "Bubbles" Tree - John Tree - Winifred Warburton (døde i en alder af 101, den 31. december 2008) - Paddy Ward - Norma Walker - Eric Whitty |